# Avon (fiume Australia)
L'Avon (in inglese Avon river) è un fiume lungo 280 km che scorre nello Stato di Victoria (AUS). È uno dei principali affluenti del fiume Swan.

Il bacino idrografico di questo fiume copre una superficie di circa 125.000 km² e la sua portata media d'acqua raggiunge i 10 m³/s.

## Area di raccolta dell'Avon
Il lago Yealering, nel distretto di Wickepin, è il punto di origine per la parte superiore del fiume Avon, e le dimensioni dell'area di raccolta sopra il punto di confluenza con il fiume Salt presso i laghi Yenyening sono di 91.500 chilometri quadrati (35.300 miglia quadre).
Il bacino copre gran parte della regione agricola del grano dell'Australia Occidentale e si estende oltre in alcune aree vicino al lago Moore, quasi sempre asciutto, a nord-est. In quest'area, l'acqua viene ricevuta regolarmente solo lungo l'estremo margine occidentale del bacino. Infatti, fino a un anno anormalmente piovoso nel 1963, non si era compreso che la parte nord-est del bacino oltre Wongan Hills scaricasse mai acqua nel fiume. Nelle attuali condizioni climatiche, è quasi impossibile generare deflusso da qualsiasi luogo al di fuori dell'estremo ovest del bacino, poiché la quantità di pioggia necessaria prima che il deflusso inizi è altissima o addirittura superiore alla precipitazione media annuale. Il fiume ha tre principali sottobacini: bacini per i fiumi Mortlock, Yilgarn e Lockhart.
Il fiume scorre accanto a County Peak, creando una vista pittoresca dalla cima.